# Seh Vatāl
Seh Vatāl (persiska: سه وتال) är en ort i Iran.   Den ligger i provinsen Västazarbaijan, i den nordvästra delen av landet, 500 km väster om huvudstaden Teheran. Seh Vatāl ligger 1 605 meter över havet och antalet invånare är 179.
Terrängen runt Seh Vatāl är kuperad norrut, men söderut är den bergig.Runt Seh Vatāl är det ganska tätbefolkat, med 80 invånare per kvadratkilometer. Närmaste större samhälle är Bītūsh, 7,2 km sydväst om Seh Vatāl. Trakten runt Seh Vatāl består i huvudsak av gräsmarker.